# عسل‌خوار گونه‌گون
عسل‌خوار گونه‌گون (نام علمی: Gavicalis versicolor) گونه‌ای از پرندگان خانواده عسل‌خواران (Meliphagidae) است که در نواحی ساحلی گینه نو و شبه جزیره کیپ یورک شرقی در کوئینزلند استرالیا یافت می‌شود. زیستگاه طبیعی آن جنگل‌های حرای نیمه‌گرمسیری یا گرمسیری است.

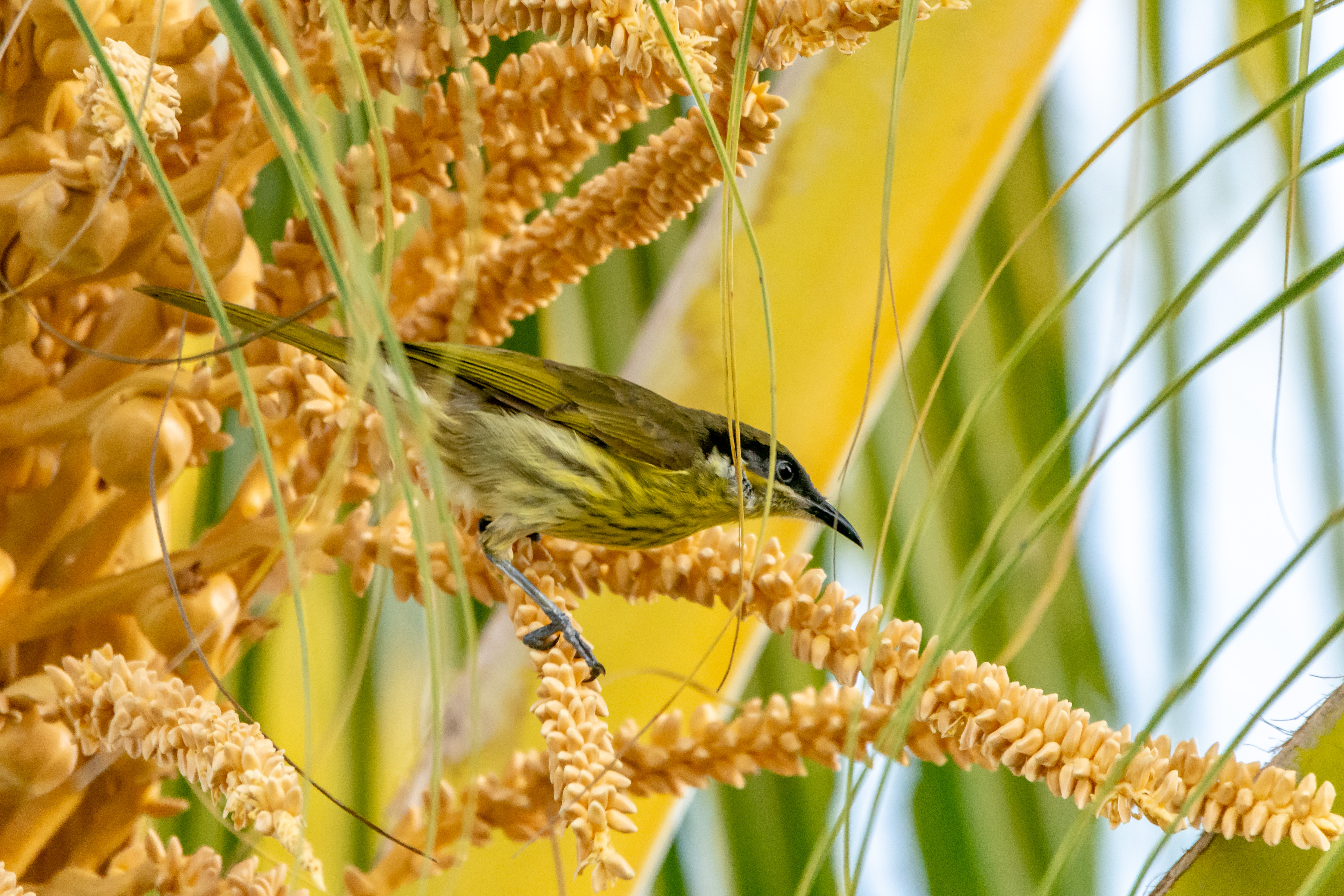
عسل‌خوار گونه‌گون